# 瓦塔區 (普諾省)
瓦塔區（西班牙語：Distrito de Huata），是秘魯的一個區，位於該國東南部普諾大區的普諾省，始建於1921年8月22日，面積130.37平方公里，海拔高度3,848米，2005年人口3,393，人口密度每平方公里26人。